# Justus György
Justus György, Jusztusz (Budapest, Terézváros, 1898. május 6. – Budapest, 1945. január 16.) zeneszerző, zeneesztéta, kórusvezető. Nagybátyja Justus Jakab dermatológus.

## Élete
Justus Gyula (1868–1925) utazó, majd magánhivatalnok és Klein Leona fia. Magánúton kezdte zeneszerzői és hegedűtanulmányait, a zeneszerzés alapelemeit Siklós Albertnél tanulta, majd az 1920-as évek elején Berlinben folytatta. Ott ismerte meg a peremvárosi munkásszervezetekben a szocializmus tanait és bekapcsolódott a munkásegyletek dalárdáinak munkájába. 1927-ben hazatért. Szalmás Piroska révén kapcsolatba került a magyar munkásmozgalommal. Megszervezte a Kassák-féle Munka-kör kórusát, amely 1928 és 1934 között a Munka Kultúrstúdió Népdalkórusa néven működött. Előadásaikon zenei jelenetek, népdal átültetések, mozgalmi dalok szerepeltek legnagyobbrészt az ő zenéjével és vezényletével. Ő volt az első aki munkás kultúresteken Bartók dalait is megszólaltatta. 1929-ben a Munkakör előadásán bemutatták Kurt Weill és Bertolt Brecht Koldusoperáját az eredeti szöveg szerint, melyet Nádass József és ő fordított magyarra. Maga is nagy sikerrel szerepelt rendszeresen a darabban. Az 1932-ben írt Játék, amelyben még egy herceg is elkallódik című háromfelvonásos zenés játékát a Vígszínház igazgatója, Jób Dániel visszautasította. Egyes részleteit a Munka Kultúrstúdió adta elő. Kézirata elkallódott. Előadatlan maradt Hárs Lászlóval írt zenés játéka, a Szőlő. Csokonai Vitéz Mihály A Búkkal küszködő versének megzenésítésével első díjat nyert egy országos dalpályázaton. Megzenésítette Vörösmarty Mihály, Ady Endre, Kassák Lajos, József Attila és Körmendi Zoltán verseit. 1934-ben kantátát írt a bécsi munkásfelkelés emlékére. 1928-ban bemutatták zongorára komponált Jazz-szvitjét, amely érzékletesen vonultatja fel a stílus öt alaptípusát. Három megzenésített Villon-dalát a Magyar Írók, Művészek és Műpártolók Egyesülete által rendezett Villon-esten mutatták be a Magyar Filmotthonban, 1937 decemberében. Az 1930-as évek elejétől bekapcsolódott a Szalmás-kórus munkájába. 1935-ben rövid ideig irányította a Nyomdászszakszervezet Gutenberg-zenekarát. 1941. augusztus 23-án átvette a kórus vezetését. Közel harminc zeneelméleti, kritikai, esztétikai és riport cikke jelent meg zenei, képzőművészeti, táncművészeti és előadóművészeti kérdésekről a Dokumentum, a Munka, a Munka Kultúrstúdiója, a kolozsvári Korunk, a Független Szemle és a Munkások Dal- és Zeneközlönyében. Leginkább a népdalkutatás és a népdalkórusok kialakításának kérdései foglalkoztatták. 1943 őszén munkaszolgálatra hurcolták Erdélybe. 1944-ben hazaszökött, Budapesten bujkált. Novemberben a nyilasok a lakásán elfogták, majd két nappal Pest felszabadulása előtt megölték. Szerzői estjét 1946-ban rendezték a Károlyi-kertben.

## Magánélete
Házastársa Fröhlich Margit volt, akivel 1931. május 7-én Budapesten, az Erzsébetvárosban kötött házasságot, majd 1936-ban elváltak.